# Fusillade de l'église de Charleston
La fusillade de l'église à Charleston est une tuerie de masse survenue dans la nuit du 17 au 18 juin 2015 dans le temple de l'Église épiscopale méthodiste africaine Emanuel, un temple méthodiste noir à Charleston aux États-Unis, quand un jeune homme armé, Dylann Roof, a ouvert le feu dans l'église, faisant au moins neuf morts, parmi lesquels Clementa Pinckney, membre du Sénat de Caroline du Sud.

## Contexte
« Mother Emanuel » est l'une des plus anciennes églises noires du pays, connue pour son engagement communautaire envers les droits civiques, et cette fusillade est perpétrée dans un contexte national demeuré tendu après l'affaire Walter Scott.

## Les faits
L'auteur présumé de l'attentat est arrêté le 18 juin, moins de 24 heures après les faits, à Shelby (Caroline du Nord) lors d’un contrôle routier : il s'agit de Dylann Roof, un extrémiste suprémaciste blanc âgé de 21 ans. Les autorités penchent rapidement pour le crime raciste, et une enquête pour terrorisme intérieur (domestic terrorism) est ouverte par le département de la Justice des États-Unis. En attendant, Roof est inculpé pour les meurtres de neuf personnes par l’État de Caroline du Sud.
Cette fusillade est la plus meurtrière dans un lieu de culte sur le sol américain depuis la fusillade du temple bouddhiste de Waddell, dans l'Arizona, où neuf personnes avaient trouvé la mort en 1991.
L'entreprise Well Cargo ainsi que la compagnie aérienne American Airlines ont fait des dons atteignant chacun les centaines de milliers de dollars selon TWC News. Un donateur anonyme aurait quant à lui fait un don de 3 millions de dollars afin de « relancer » l'église.
Reconnu coupable de trente-trois chefs d’inculpation, dont dix-huit passibles de la peine de mort, Dylann Roof est condamné à la peine de mort le 10 janvier 2017. Le 10 avril 2017 il est condamné à neuf peines de prison à vie par un tribunal de Caroline du Sud au terme d'une procédure de négociation de peine dont l'objectif était d'éviter la tenue d'un second procès pour les mêmes faits. Il sera transféré vers une prison fédérale où il attendra son exécution.
Une cour d’appel fédérale a confirmé, le 25 août 2021 la condamnation à mort de Dylann Roof.

## Cérémonie officielle en mémoire des victimes
Le 26 juin 2015, le président des États-Unis, Barack Obama, prononce l'éloge funèbre lors de la cérémonie en mémoire de Clementa Pinckney et des huit fidèles de son temple. Au terme de son allocution, il entonne l'hymne religieux Amazing Grace, évoquant ainsi, selon le Washington Post, « l'importance des églises pour la communauté noire américaine, de la période de l'esclavage à celle du mouvement pour les droits civiques ».

## Les victimes
Selon le Washington Post, il s'agit de six femmes et trois hommes :
- Clementa Pinckney, 41 ans, pasteur et sénateur de Caroline du Sud
- Depayne Middleton-Doctor, 49 ans
- Ethel Lance, 70 ans
- Susie Jackson, 87 ans
- Cynthia Hurd, 54 ans
- Tywanza Sanders, 26 ans, diplômée en gestion, Allen University (en)
- Sharonda Coleman-Singleton, 45 ans, pasteur
- Myra Thompson, 59 ans, pasteur
- Daniel Simmons Sr., 74 ans, pasteur, décédé ultérieurement à l'hôpital.